# Meledonus lucinus
Meledonus lucinus là một loài ruồi trong họ Tachinidae.